# André Lagache
André Lagache (Pantin, 21 januari 1885 - Versailles, 2 oktober 1938) was een Franse autocoureur die actief was in autoraces van 1921 tot 1926.
Lagache werkte als monteur bij het Franse autoconstructiebedrijf Chenard & Walcker. Het bedrijf bood werknemers de mogelijkheid aan mee te rijden in autoraces. In 1921 eindigde Lagache als derde in de "Coupe Georges Boillot", een autorace in de jaren twintig in Boulogne-sur-Mer. In 1922 werd hij tweede in dezelfde wedstrijd. Het bedrijf vaardigde ook in 1923 drie duo's van werknemers af naar de allereerste 24 uur van Le Mans. Lagache werd als ervaren coureur aangeduid als de kopman van de equipe. Samen met zijn collega René Léonard werd hij de winnaar van de wedstrijd. Ze slaagden erin 128 rondes te rijden (2.209,468 km). Ze reden in 1924 en 1925 opnieuw mee, maar konden hun eerste succes niet evenaren. In 1925 konden ze wel de tweede editie van de 24 uur van Spa-Francorchamps op hun palmares zetten, met hun 'Sport'-model met 3 litermotor van Chenard & Walcker. Ook in 1925, en in 1926 werd Lagache overwinnaar in de "Coupe Georges Boillot". Hij werd zo ook de enige coureur die de wedstrijd die van 1921 tot en met 1928 werd georganiseerd tweemaal won.
Later richtte hij in Gennevilliers het tractorbedrijf "Lagache et Glaszmann" op. Tijdens een demonstratie van een van zijn tractors in Satory, een wijk van Versailles, kwam hij onder een wiel van de tractor terecht en overleed ter plaatse.